# Perdón (canción de Camila)
«Perdón» es una canción interpretada por el dúo mexicano Camila, es el segundo sencillo de su tercer álbum de estudio Elypse, lanzado el 13 de junio de 2014.

## Antecedentes y composición
Mario Domm y Pablo Hurtado hablaron sobre este tema en el Track by Track del álbum Elypse diciendo: "Habla de una persona que promete cosas imposibles de cumplir como es el amor eterno, esta canción es muy intensa y por ello decidimos incorporar una orquesta a fin de darle todo ese en la letra"
...

## Video musical
El sencillo cuenta con un video musical filmado en Los Ángeles, California y dirigido por Paul R. Brown.
El sentimiento que domina el clip es de remordimiento y por esto Camila y el director decidieron que la trama estuviese compuesta por un accidente causado por una mujer en estado de ebriedad, la que provoca devastadoras consecuencias para un padre y su hijo, falleciendo este último

## Posicionamiento en listas
| País                                        | Posición |
| ------------------------------------------- | -------- |
| República Dominicana (Pop - Monitor Latino) | 6        |